# Anne af Bourbon-Parma
Anne af Bourbon-Parma (Anne Antoinette Françoise Charlotte Zita Marguerite; født 18. september 1923, død 1. august 2016) var den eneste datter af René af Bourbon-Parma og hustru Margrethe af Danmark. Hun var oldebarn af Christian 9. Hun indgik sit ægteskab med Mihai 1. af Rumænien efter hans abdikation.

## Biografi
Anne var født og opvokset i Paris. I 1939 flygtede hun med familien til Spanien og derfra videre til Portugal og USA. Hun gik på designskole i New York fra 1940 til 1943 og arbejdede i en periode i stormagasinet Macy's. Herefter meldte hun sig som frivillig i den franske hær og kørte ambulance i Algeriet, Marokko, Italien, Luxembourg og Tyskland og modtog herfor den franske orden Croix de Guerre.
I november 1947 var hun i London i forbindelse med Prinsesse Elizabeth af Storbritannien og Philip Mountbattens bryllup. Her mødte hun den rumænske konge, Mihai. Allerede efter 16 dage blev de hemmeligt forlovet i Schweiz, inden Mihai tog tilbage til Rumænien. Kort efter blev han pga. forlovelsen afsat af den rumænske regering og tvunget til abdikation den 30. december 1947. Anna blev derfor aldrig formelt dronning af Rumænien.
Efter reglerne i Annes fyrstehus, Bourbon'erne, kunne hun som romersk-katolsk kun gifte sig med en uden for sin tro (Mihai var ortodoks), hvis hun forinden havde fået en særlig dispensation. Blandt andet krævede det, at parrets børn så skulle være romersk-katolske. Mihai nægtede dette, da det ikke var muligt i den rumænske kongefamilie. Annes familie opsøgte paven, Pius 12., men han ville ikke tillade ægteskabet.
Parret blev gift i Athen den 10. juni 1948. Dermed fik de velsignelse fra den ortodokse kirke og, for at få velsignelse fra den katolske kirke, gentog de ceremonien i Monaco den 9. november 1966.
Parret boede det meste af deres liv sammen i Schweiz, men havde siden 1997 også bolig i Rumænien.

## Børn
Parret fik følgende børn:
1. Prinsesse Margareta (26. marts 1949) – gift 1996 med Radu Duda, ingen børn.
2. Prinsesse Elena (15. november 1950) – gift 1983 med Robin Medforth-Mills og har 2 børn. Skilt 1991. Gift anden gang 1998 med Alexander Nixon McAteer.
3. Prinsesse Irina (28. februar 1953) – gift 1983 med John Kreuger og har 2 børn. Skilt 2003. Gift anden gang 2007 med John Wesley Walker.
4. Prinsesse Sofia (29. oktober 1957) – gift 1998 med Alain Michel Biarneix og har 1 datter. Skilt 2002.
5. Prinsesse Maria (13. juli 1964) – gift 1995 med Kazimierz Wieslaw Mystkowski, ingen børn. Skilt 2003.